# Конвой №5283
Конвой № 5283 — японський конвой часів Другої світової війни, проведення якого відбувалось у травні — червні 1943-го.
Вихідним пунктом конвою був атол Трук у центральній частині Каролінських островів, де ще до війни створили головну базу японського ВМФ у Океанії, звідки до лютого 1944-го провадились операції в цілому ряді архіпелагів. Пунктом призначення були атоли Маршаллових островів.
До складу конвою первісно увійшов транспорт «Сойо-Мару», що спеціалізувався на перевезенні палива для потреб флоту (вугілля та нафта), тоді як охорону забезпечували есмінець «Ікадзучі» та мисливець за підводними човнами CH-32.
27 травня 1943-го загін полишив базу та попрямував на схід. 29 травня за тисячу кілометрів на схід від Трука до нього приєднався транспорт «Фукуяма-Мару», який полишив Трук дещо пізніше.
31 травня 1943-го конвой прибув на атол Джалуїт (так само південно-східна частина Маршаллових островів, за чотири сотні кілометрів на південний захід від згаданого вище Вотьє). «Сойо-Мару» залишився тут, тоді як інші кораблі тієї ж доби рушили в напрямку атола Кваджелейн на північному заході архіпелагу (можливо відзначити, що тут була головна японська база на Маршаллових островах). У певний момент до конвою також долучився транспорт «Кеншо-Мару», що раніше прибув на Маршаллові острови до атола Вотьє (південно-східна частина архіпелагу).
На підході до пункту призначення ескорт підсилили переобладнаним мисливцем за підводними човнами «Шонан-Мару № 11» і 2 червня конвой № 5283 без інцидентів прибув на Кваджелейн.